# Barbanera (grano)
Il grano barbanera (T. durum Desf. var. leucomelan (Alef.) Koern.) è un grano duro siciliano antico simile al grano garigliano. Rinvenuto a metà strada tra il comune di Santa Elisabetta e Casteltermini.

## Caratteristiche
È una varietà di frumento che fa parte del gruppo dei tetraploidi (possiede 28 cromosomi).
Perrino dell'Istituto del Germoplasma - CNR, di Bari, nel 1983 lo descrive così:

«si caratterizza per una spiga lunga 10 cm, compatto; la cariosside ha una base lunga nera e punta rossastra, divaricata, diritta, persistente e spinato.
Il glume è più lungo che largo, bianche con sfumature e striature nere, ha una chiglia liscia e leggermente ricurva, becco dritto, lungo 1 mm e con una striscia nera, spalla elevata e larghezza media.
La cariosside è lunga fino a 7 mm di lunghezza, ambrata, traslucida, ovale, a forma di cuore nella sezione trasversale. Il profilo dorsale è normale o leggermente gibboso, solco stretto, di media profondità e con bordi semi-arrotondati, la tessitura è semi-vitreo, pennello corto, sottile e semi-esteso, scutello ovoidale e di media lunghezza.»
È una varietà che oggi riveste una scarsa importanza agronomica.